# ジェイ・アール道東トラベルサービス
ジェイ・アール道東トラベルサービス株式会社（ジェイ・アールどうとうトラベルサービス）はかつて存在した北海道釧路市北大通の北海道旅客鉄道釧路支社内（釧路駅構内）に本社を置く、JR北海道グループの企業である。

## 本社
北海道釧路市北大通14丁目5番地　JR北海道釧路支社内（釧路駅構内）

## 業務内容
- JR北海道釧路支社管内の駅業務受託
  - 十勝清水駅
  - 芽室駅
  - 帯広駅北改札
  - 札内駅
  - 幕別駅
  - 白糠駅
  - 標茶駅
- これらに伴う派遣業務
- 直営店「そば処霧亭」の運営（釧路駅ステーションダイナー内）
- 月極駐車場の管理・運営
- 観光列車（くしろ湿原ノロッコ号・流氷ノロッコ号・SL冬の湿原号）における車内販売
- 不動産の管理・賃貸
- 警備業

## 沿革
- 1997年（平成9年）
  - 7月1日 - 設立[1][3]。
  - 10月1日 - 営業開始[3]。
- 2017年（平成29年）2月1日 - 当社を取締役会・株主総会の承認を経た上で北海道ジェイ・アール・サービスネットに吸収合併で消滅[4]。